# 크네케브뢰드
크네케브뢰드(스웨덴어: knäckebröd, 노르웨이어: knekkebrød), 크네크브뢰드(덴마크어: knækbrød), 내키레이패(핀란드어: näkkileipä), 또는 흐뢰크브뢰이드(아이슬란드어: hrökkbrauð)는 스웨덴을 비롯한 북유럽 지역의 전통 빵이다. 주로 호밀가루로 만드는 바삭바삭한 납작빵 또는 크래커로, 가벼우며 오래 보관하기 쉽다. 주식으로 먹는다.

## 이름
스웨덴어 "크네케브뢰드(knäckebröd)"는 "부러지는 빵"이라는 뜻이며, "부러트리다"라는 뜻인 "크네카(knäcka)"와 "빵"을 뜻하는 "브뢰드(bröd)"의 합성어이다. 노르웨이어 "크네케브뢰드(knekkebrød)"와 덴마크어 "크네크브뢰드(knækbrød)", 아이슬란드어 "흐뢰크브뢰이드(hrökkbrauð)"는 동원어이다. 핀란드어 "내키레이패(näkkileipä)"는 스웨덴어 "크네케(knäcke)"를 음차한 "내키(näkki)"와 "빵"을 뜻하는 "레이패(leipä)"로 이루어진 낱말이다.

## 만들기

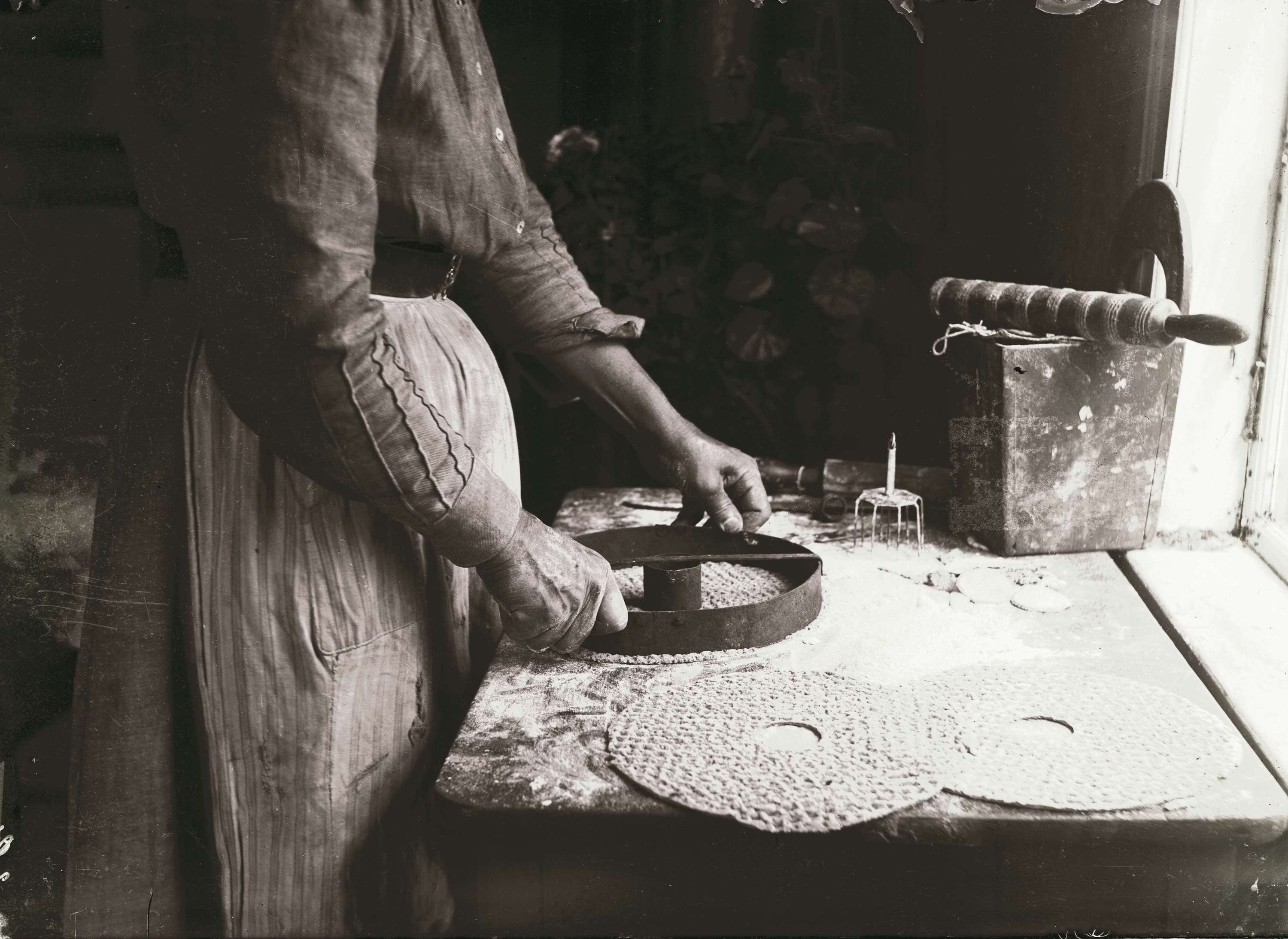
크네케브뢰드 만들기 (1911년 베름란드)

전통적인 크네케브뢰드의 재료는 통호밀가루와 소금, 물이다. 그러나 현대에는 밀가루나 향신료, 곡물, 참깨, 우유 등을 넣어 만들기도 하며, 효모 등 팽창제를 넣어 만들기도 한다.
팽창제를 쓰지 않을 경우 물리적인 방식으로 빵을 팽창시키는데, 전통적으로는 반죽에 눈이나 얼음가루를 섞어서 굽는 동안 수분이 증발하며 공기구멍이 생기게 했다.
보통 200~250°C 정도 되는 온도에서 몇 분 간 구워 낸다.

## 같이 보기
- 마차
- 플라트브뢰드
- 툰브뢰드